# Parti des Verts d'Ukraine
Le Parti des verts d'Ukraine (en ukrainien : Партія Зелених України, abrégé ПЗУ) est un parti politique vert ukrainien, fondé le 30 septembre 1990.

## Présentation
Le parti est le successeur de l'association Monde Vert, fondée en 1987 à la suite de la catastrophe de Tchernobyl, et qui participe aux élections législatives ukrainiennes de 1990 au sein du Bloc démocratique. L'association Monde vert se transforme ensuite dans le Parti des Verts d'Ukraine, dont le congrès fondateur a lieu le 30 septembre 1990. Il est officiellement enregistré le 24 mai 1991 auprès du ministère de la Justice.
Après de premiers succès électoraux à la fin des années 1990, le parti perd du terrain au niveau national, mais conserve des élus au sein des instances régionales et locales. 
Le parti compterait 70 065 membres en 2006, répartis en 27 directions régionales et 673 structures locales. Ses principaux objectifs sont le changement des comportements anti-écologiques au sein du système économique, la reconstruction du système social et la protection des droits de l'Homme. Il prône la sortie du nucléaire pour l'Ukraine.
Le parti est membre du Parti vert européen depuis 1994. Il est présidé depuis octobre 2009 par Tatyana Kondratyuk, vice-ministre à la Famille, à la Jeunesse et aux Sports de janvier 2008 à février 2010.

## Résultats électoraux

### Élections législatives
Aux élections législatives de 1998, le parti obtient 5,43 % des voix et 19 sièges au Parlement. Selon l'historien Andrew Wilson, à cette époque le parti est davantage un sanctuaire pour les oligarques qu'un parti écologiste, dans la mesure où les hommes d'affaires dominent parmi les candidats présentés.
Le succès de 1998 ne se répètent pas aux élections de 2002, où le parti des Verts ne réalise que 1,30 % des suffrages, alors que les derniers sondages lui accordaient ente 4 et 5 % des intentions de vote. Aux élections législatives de 2006 et de 2007, il n'obtient respectivement que 0,54 % et 0,40 % des voix.
Lors des élections législatives de 2014, le parti n'a remporté que 0,24 % des voix.
Début juin 2019, le parti décide de participer aux élections législatives anticipées du 21 juillet.
| Année | Voix   | Mandats | Rang | Gouvernement        |
| ----- | ------ | ------- | ---- | ------------------- |
| 2019  | 0,66 % | 0 / 450 | 13e  | Extra-parlementaire |

### Élections locales
| Année | %    | Élus       | Rang |
| ----- | ---- | ---------- | ---- |
| 2020  | 0,06 | 24 / 42501 | 44e  |